# Arkangel
Arkangel — бельгийская хардкор-группа, сформированная в Брюсселе. Группа является одним из важнейших представителей бельгийской рок и метал-сцены

## История
Arkangel сформировались во второй половине 1990-х годов, в Брюсселе.. В 1998 году группа выпускает ЕР Prayers Upon Deaf Ears. А в 1999, коллектив выпускает дебютный альбом Dead Man Walking на лейбле Goodlife Recordings, который приносит группе успех..
В 2004 году, после 5 лет перерыва, на свет выходит альбом Hope You Die by Overdose, уже на другом лейбле — Private Hell Recordings, представляющий собой утяжелённый и мрачный хардкор-панк. B 2008 году, группа выпускает последнюю, на данный момент, работу Arkangel is Your Enemy.
Группа по-прежнему участвует в турах по Бельгии, Японии, Великобритании, а также успела дать концерт в России.

## Музыкальный стиль
Группа играет преимущественно в стилях металкор и хардкор-панк, при этом, они вносят в свою музыку элементы дэт-метала и трэш-металa. Участники не раз отмечали, что на них повлияла группа Slayer. Ранее музыканты группы разделяли веганский образ жизни и придерживаются straight edge. Тексты раннего творчества группы выступали за защиту прав животных.. Музыка группы также повлияла на становление мелодичного металкора и дэткора.

## Участники

### Нынешние
- Балдур Вилмурдарссон — вокал
- Мишель Кирби — гитара
- Клемен Анви — бас-гитара
- Жульен Рур Шану — гитара
- Давид Ванде Занде — ударные

### Бывшие
- Mehdi Jouj — бас-гитара
- Numa — гитара
- Vincent — бас-гитара

## Дискография
- 1998 : Prayers Upon Deaf Ears
- 1999 : Dead Man Walking
- 2004 : Hope You Die by Overdose
- 2008 : Arkangel is Your Enemy